# Jardin botanique de Zurich

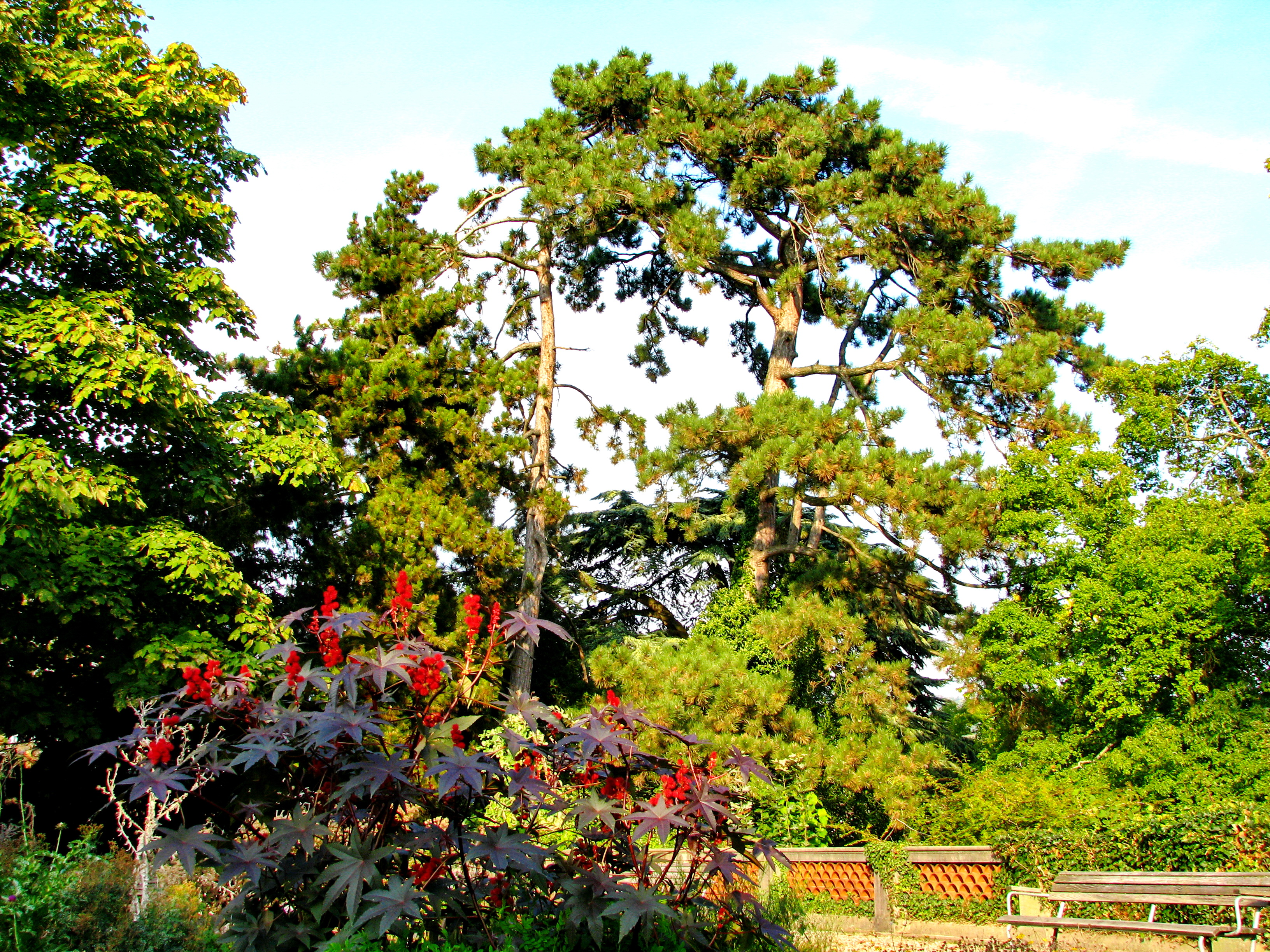
Vue d'une partie de l'arboretum des hauteurs du Gessner-Garten

Le jardin botanique de Zurich (Alter Botanischer Garten Zürich) est l'ancien jardin botanique de Zurich. Il ne doit pas être confondu avec le nouveau jardin botanique qui a ouvert ses portes en 1977 à la Zollikerstrasse. Les deux jardins botaniques appartiennent à l'université de Zurich. Celui-ci est le plus ancien des deux. Il se trouve dans le bastion zur Katz des anciennes fortifications de la ville.

## Historique
L'origine de ce jardin remonte au XVIe siècle, lorsque Conrad Gessner fonde un jardin de plantes médicinales et un herbier. Son descendant, le naturaliste Johannes Gessner (1709-1790), ouvre un premier jardin botanique en 1746 en collaboration avec la Société des naturalistes de Zurich (Naturforschende Gesellschaft Zürich).
En 1833, le canton de Zurich change son emplacement pour Schimmelgut, l'année de la fondation de l'université. Les remparts zur Katz sont démolis en 1837 permettant ainsi l'aménagement au bord du Schanzengraben du jardin botanique dont les plans sont dessinés par Leopold Karl Theodor Fröbel (1810-1907). Eduard von Regel y est directeur (Obergärtner) de 1842 à 1855, avant d'être nommé au jardin botanique impérial de Saint-Pétersbourg. La serre octogonale des palmiers est construite en 1851. Sa structure est refaite en fonte en 1877. Ce pavillon sert aujourd'hui d'espace pour des concerts ou des expositions. Eduard Ortgies a marqué l'histoire du jardin à la fin du XIXe siècle, puis le professeur Schinz.
L'entourage du jardin étant de plus en plus construit et les conditions n'étant plus aux normes, les autorités décident de déménager le jardin qui était devenu trop petit. Un nouveau jardin botanique est donc aménagé par l'université et inauguré en 1977. L'ancien jardin botanique, comme il est appelé aujourd'hui, sert maintenant d'espace vert ouvert au public avec un arboretum, le Gessner-Garten (avec ses plantes médiévales et médicinales) en hauteur inauguré en 1997, et le musée ethnologique. L'ensemble est inscrit comme bien culturel suisse d'importance nationale.

## Illustrations

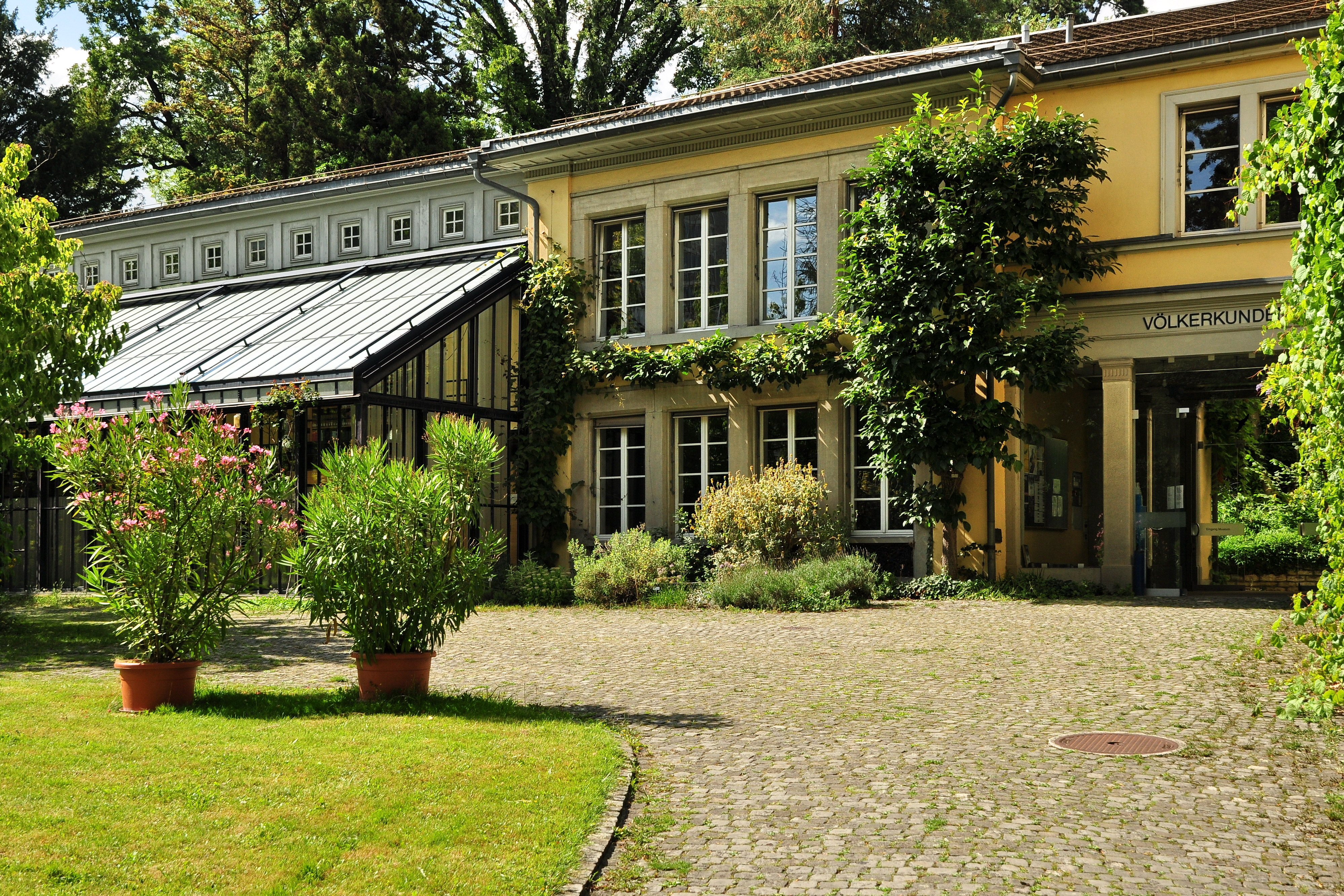
Façade du musée ethnologique
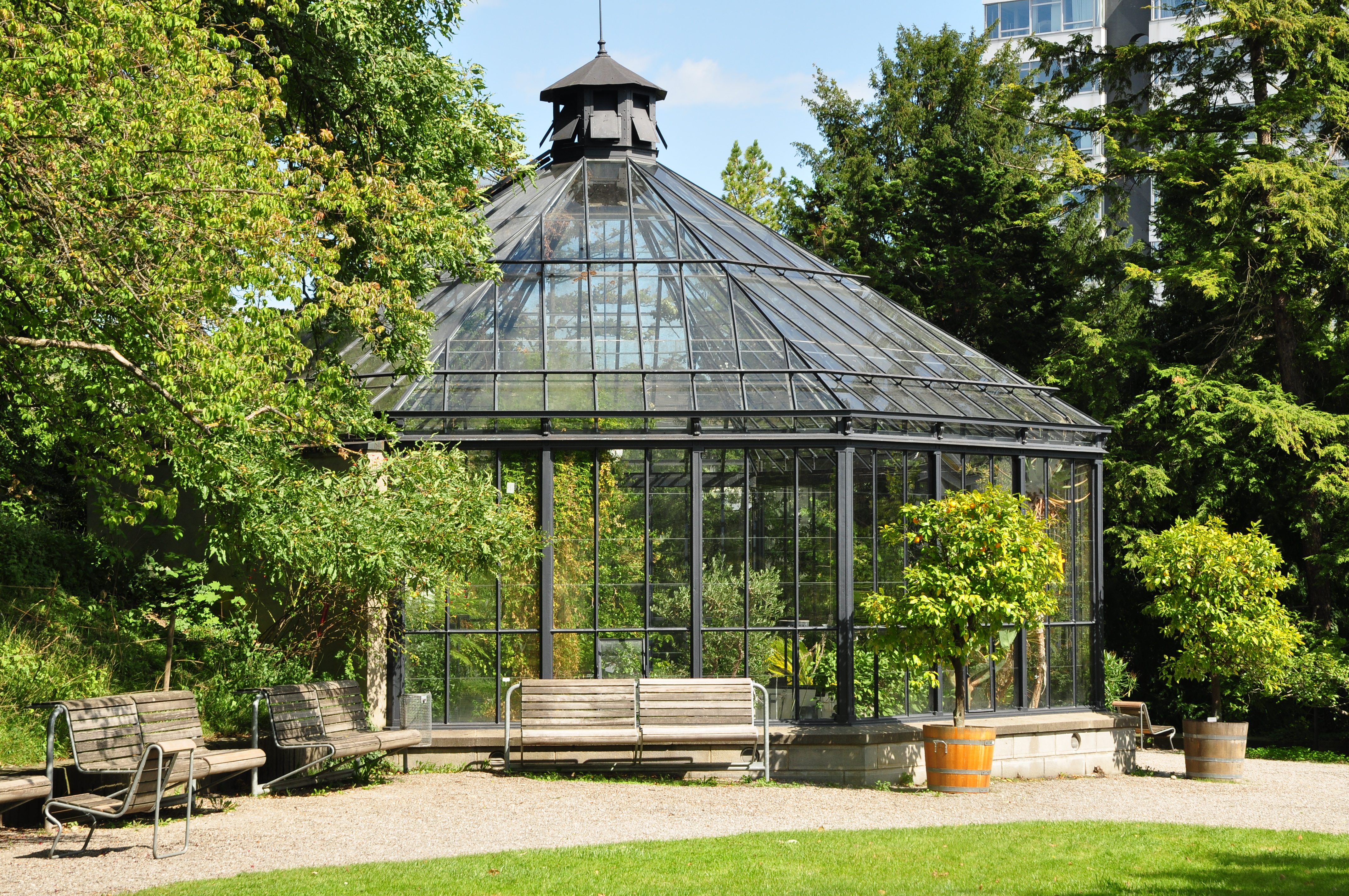
Vue de l'ancienne serre des palmiers (1851) dans la partie ouest du jardin
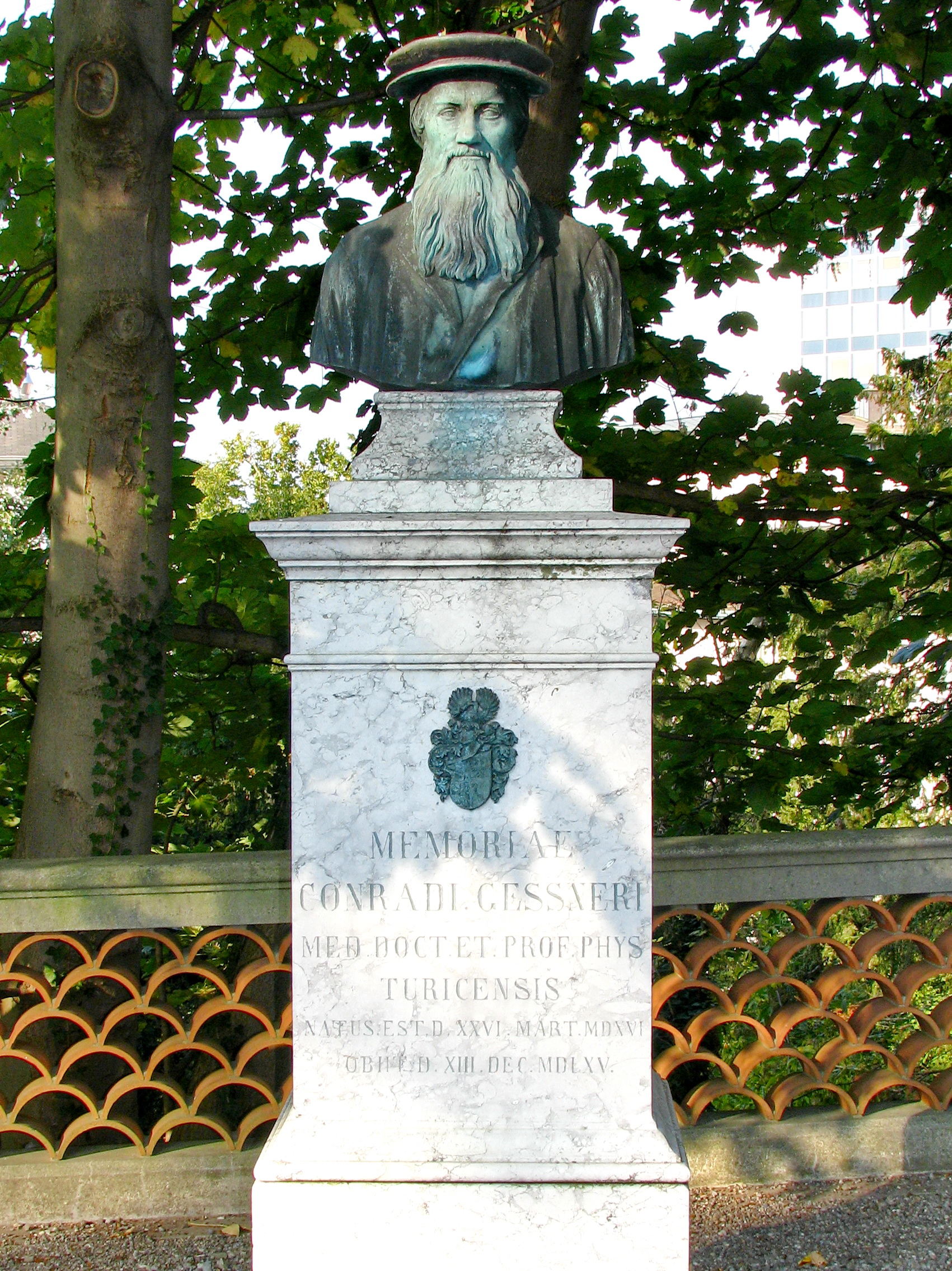
Buste de Conrad Gessner dans le jardin du même nom